# I'm Mad
«I'm Mad» — пісня американського блюзового музиканта Віллі Мейбона, випущена синглом у 1953 році на лейблі Chess. У 1953 році пісня очолила хіт-парад Rhythm & Blues Records.

## Оригінальна версія
5 лютого 1953 року Віллі Мейбон, який вже на той час мав контракт з лейблом Chess, повернувся до студії Universal Recording в Чикаго, Іллінойс для запису ще однієї сесії. Цього разу піаністу акомпанували Фред Кларк (тенор-саксофон), Джозеф «Кул Бріз» Белл (контрабас) та Стів Босвелл (ударні). «I'm Mad» була випущена на синглі у квітні 1953 року із «Night Latch» на стороні Б (інструментальною композиції, на якій Мейбон безслів наспівував тему); на платівці Мейбон був вказаний як «Willie Mabon and His Combo». На цій сесії були записані ще дві пісні, однак їхній випуск був скасований.
У 1953 році пісня очолила хіт-парад Rhythm & Blues Records журналу «Billboard», де провела 14 тижнів, посідаючи 1-е місце упродовж 2 тижнів. Це була друга випущена платівка Мейбона, яка потрапили до чартів, і очолила його.
29 червня 1973 року Мейбон перезаписав пісню для альбому Shake That Thing, який вийшов у Франції на лейблі Black & Blue.

## Інші версії
Пісню перезаписали такі виконавці, як Меджик Слім (1978), Джонні Джонсон (1995), Bill Wyman's Rhythm Kings (жовтень 1997), Big Town Playboys (1997).